# Andrėj Kraŭčanka
Andrėj Sjarheevič Kraŭčanka, accreditato come Andrey Sergeyevich Krauchanka dalla IAAF (in bielorusso Андрэй Сяргеевіч Краўчанка?; in russo Андрей СергеевичКравченко?; Myshanka, 4 gennaio 1986), è un multiplista bielorusso.

## Palmarès
| Anno | Manifestazione    | Sede       | Evento    | Risultato | Prestazione | Note                                    |
| ---- | ----------------- | ---------- | --------- | --------- | ----------- | --------------------------------------- |
| 2003 | Mondiali allievi  | Sherbrooke | Octathlon | Argento   | 6366 p.     |                                         |
| 2004 | Mondiali juniores | Grosseto   | Decathlon | Oro       | 8126 p.     |                                         |
| 2005 | Europei juniores  | Kaunas     | Decathlon | Oro       | 7997 p.     |                                         |
| 2007 | Europei indoor    | Birmingham | Eptathlon | Bronzo    | 6090 p.     | Miglior prestazione personale           |
| 2007 | Europei under 23  | Debrecen   | Decathlon | Oro       | 8492 p.     | Miglior prestazione personale           |
| 2007 | Mondiali          | Osaka      | Decathlon | dnf       | dnf         |                                         |
| 2008 | Mondiali indoor   | Valencia   | Eptathlon | Argento   | 6234 p.     | Miglior prestazione personale           |
| 2008 | Giochi olimpici   | Pechino    | Decathlon | Argento   | 8551 p.     |                                         |
| 2009 | Mondiali          | Berlino    | Decathlon | 9º        | 8281 p.     |                                         |
| 2010 | Mondiali indoor   | Doha       | Eptathlon | 4º        | 6124 p.     |                                         |
| 2010 | Europei           | Barcellona | Decathlon | Bronzo    | 8370 p.     |                                         |
| 2011 | Europei indoor    | Parigi     | Eptathlon | Oro       | 6282 p.     | Miglior prestazione personale           |
| 2012 | Mondiali indoor   | Istanbul   | Eptathlon | 6º        | 5746 p.     |                                         |
| 2013 | Mondiali          | Mosca      | Decathlon | 12º       | 8314 p.     |                                         |
| 2014 | Mondiali indoor   | Sopot      | Eptathlon | Argento   | 6303 p.     | Record nazionale                        |
| 2014 | Europei           | Zurigo     | Decathlon | Oro       | 8616 p.     | Miglior prestazione mondiale stagionale |